# Пятничная мечеть (Нуакшот)
Пятничная мечеть или Джума-мечеть (араб. سعودي مسجد‎) — мечеть в Нуакшоте, столице Мавритании.

## История
В 2016 году имам Пятничной мечети Ахмаду Хабиб ар-Рахман призвал разорвать отношения между Мавританией и Ираном. Он потребовал от правительства Мавритании пресечь экспансию персидских сефевидов, ибо они основываются на положениях, противоречащих суннизму в Мавритании.

## Описание
Пятничная мечеть расположена к юго-востоку от Ливанского международного университета на проспекте Гамаль Абдель Насер, рядом с дворцом Юстиции и штаб-квартирой Эйр Мавритания.